# 삼진아웃법
삼진아웃법(three-strikes law, habitual offender law) 또는 삼진법은 주로 영미법 국가들에서 강력 범죄를 억제하고자 하는 전략의 일환으로 채택하고 있는 법으로, 일반적으로 과거 한두개의 강력 범죄 전과가 있는 상습적인 강력 범죄자에 대해 종신형을 선고하도록 하는 제도이다.

## 도입 국가

### 미국
미국에서 가장 근대적인 삼진아웃법은 1952년 텍사스에서 처음 도입되었다. 현재 미국의 28개 주에서 삼진아웃법과 같은 형태의 형법을 채택하고 있다.

### 뉴질랜드
뉴질랜드에서도 2010년부터 미국의 삼진아웃법과 유사하게 상습적인 강력 범죄자에 최대 기간의 금고형을 내리는 제도가 도입되었다.

## 같이 보기
- HADOPI 법
- 누범
- 스탠드 유어 그라운드 법